# Valeri Dúrov
Valery Semenovich Durov (ruso: Вале́рий Семёнович Ду́ров, Leningrado, 13 de julio de 1945) es un filólogo y profesor ruso. Desde 1992 colaboró en el área de estudios clásicos en la Facultad de Filología de la Universidad Estatal de San Petersburgo.
Es especialista en el estudio de la literatura en latín en la Antigua Roma donde dicta conferencias acerca del uso del idioma latín (sintaxis y oraciones, empleo de los casos, estilística, entre otros).
Es padre del fundador de la red social VKontakte Pavel Durov y del matemático Nikolái Durov.

## Obras
- Жанр сатиры в римской литературе (1987)
- Юлий Цезарь: человек и писатель (1991).
- Художественная историография Древнего Рима. СПб., 1993.
- Нерон, или Актёр на троне. СПб., 1994..
- Римская поэзия эпохи Августа: уч. пособие. СПб., 1997.
- История римской литературы. СПб., 2000.
- Латинская христианская литература III—V вв. СПб., 2003.
- Основы стилистики латинского языка. М.; СПб., 2004.
- Античная литература: уч. пособие. М.; San Petersburgo., 2004. 473 с; 2 edición: М.; San Petersburgo., 2005. (junto a Anpetkova-Sharov)